# ادراک‌پریشی
ادراک‌پریشی یا آگنوزیا (به انگلیسی: agnosia) در لغت به معنی نادانستن و بنابراین نقص در بازشناسی است. به‌طور کلی یک فرد ادراک‌پریش می‌تواند اشیاء و اشکال را حس کند اما نمی‌تواند هوشیارانه آن‌ها را تشخیص دهد و معنی آن‌ها را تفسیر کند. ادراک‌پریشی می‌تواند ناشی از وجود ضایعه ای در کورتکس لوب پاریتال (حسی) باشد.

## انواع
- ادراک‌پریشی دریافتی: نوعی ادراک‌پریشی که در آن ناتوانی در بازشناسی ناشی از اختلال در ادراک دیداری است.
- ادراک‌پریشی ارتباطی: نوعی ادراک‌پریشی که در آن ناتوانی در بازشناسی از عواملی به غیر از نقص‌های حسی است که باعث ادراک‌پریشی دیداری می‌شود.
- ادراک‌پریشی شنیداری: ناتوانی در تشخیص یا تعیین و تفسیر معنی واژه‌های گفته شده.
- ادراک‌پریشی انگاره‌ای: بازشناسی یا تفسیر نادرست نمادها.[۱]